# Uzun-Aral
Uzun-Aral és un estret, que connecta els llacs oriental i occidental de l'antic mar d'Aral.

## Història
L'estret d'Uzun-Aral es va formar el 1989 com a resultat de la dessecació del mar d'Aral, separant la Península Kulandy i l'Illa de Vozrojdénia. Per al 2000, el Mar d'Aral Sud s'havia dividit en les parts Oriental i Occidental. Des del 2008 els llacs oriental i occidental només estan connectats per l'Estret de Suzivximsia, situat a una altitud de 29 m sobre el nivell del mar. Aquesta disposició evita la barreja activa dels dos dipòsits d'aigua. La direcció del flux - un encongiment de la part oriental de poca profunditat a l'occidental que és profunda (Badia de Txernixova).
El 2009, la part oriental estava completament seca, i un any més tard es va tornar a omplir amb la fusió d'aigua des de l'Amudarià. Ara, el mar oriental està completament sec en estius calorosos, i s'omple parcialment durant les crescudes dels rius, i el mar occidental continua assecant-se a poc a poc, any rere any.